# Chiesa dell'Immacolata Concezione e San Donato
La chiesa dell'Immacolata Concezione e San Donato è una chiesa cattolica parrocchiale di Torino situata nel Borgo San Donato.

## Storia
Inizialmente dipendente dalla Parrocchia dei SS. Simone e Giuda che era situata nel Borgo Dora, nel 1855 la parrocchia dell'Immacolata Concezione e San Donato fu collocata provvisoriamente nella cappella dell'Istituto della Sacra Famiglia. Con il costante aumento dei residenti nel quartiere San Donato, nel 1867 vennero avviati i lavori per la costruzione dell'edificio, che durarono fino al 1869.
Durante la seconda guerra mondiale l'edificio non fu risparmiato dai bombardamenti di Torino che provocarono il crollo di alcuni muri divisori e il danneggiamento del tetto. La chiesa fu consacrata ufficialmente il 17 ottobre 1951.

## Descrizione
La chiesa venne costruita su progetto dell'ing. Serena ed è un importante esempio di architettura eclettica tipico della seconda metà dell'Ottocento. Essa possiede una pianta a tre navate a croce latina progettata dal cav. Simonetti di Rivoli. Tra le opere rilevanti che conserva al suo interno si citano l'altare di marmo di Carrara donato dalla famiglia Montù e un affresco di Costantino Sereno posto a destra del primo altare. Vi sono inoltre otto altari laterali, ciascuno dei quali è situato in una delle cappelle che costeggiano le navate laterali assieme a dei dipinti donati da altre parrocchie.
Nella volta principale vi è un medaglione ellittico raffigurante la lotta del male contro l'innocenza, e attorno a esso vi sono tre finestre che raffigurano i vizi della corruzione e le virtù della castità. Nella lanterna della cupola posta sopra i transetto è raffigurata la Vergine con in braccio il Cristo Pantocratore circondata da otto angeli, mentre sulla cupola vi sono diversi personaggi del passato, nonché Ester e Giuditta sulle volte laterali del transetto. Sulla parete semisferica dell'abside vi è una nicchia del Cinquecento che contiene la statua dell'Immacolata che imbraccia un mazzo di gigli ad opera del Caccia di Milano, mentre il presbiterio è avvolto da una fascia di 150 m riportante il testo del Magnificat. 32 capitelli corinzi fogliati in stucco dorato decorano il transetto e le navate, e ai loro lati vi sono 32 medaglioni raffiguranti diversi papi, martiri e santi. Il rosone semisferico è dotato di vetri decorati.
La facciata in stile neogotico ad opera di Enrico Ruffoni risale al 1906, mentre le sue decorazioni attuali ad opera di Adolfo Barberis risalgono al 1923. La scarsità di fondi dell'epoca influì notevolmente sulla scelta dei materiali che risultavano poveri, tuttavia il restauro avvenuto tra il 1998 e il 2002 ne ha preservato lo stato.